# Jan Pieter van Suchtelen
Le comte Jan Pieter van Suchtelen (transcrit en russe en Piotr Kornilovitch Sukhtelen, Пётр Корнилович Сухтелен), né le 2 août 1751 à Grave dans le Brabant-Septentrional et mort le 6 janvier 1836 à Stockholm, est un ingénieur militaire qui se mit au service de l'Empire russe et combattit pendant les guerres napoléoniennes.

## Biographie
Il naît dans la famille d'un noble hollandais, Cornelius van Suchtelen (1713-1768), et étudie les mathématiques à Groningue. Il sert ensuite dans le génie militaire des Provinces-Unies et participe à la guerre anglo-hollandaise. Il entre au service de l'armée impériale russe le 4 juillet 1783 au grade de lieutenant-colonel et est affecté aux voies d'eau et écluses du réseau de Vychny Volotchiok qui relie la Tvertsa (affluent de la Volga) à la Baltique.
Suchtelen étudie, sur ordre de Catherine II, un projet de liaison de la mer Caspienne à la mer Blanche en 1786. Il est nommé colonel en 1787 et chef de l'état-major des ingénieurs militaires de l'armée de Finlande, lorsque commence la guerre russo-suédoise. Après les batailles de Vyborg et de Friedrichham, il est nommé major-général le 14 avril 1789, et reçoit l'ordre de Saint-Georges de 4e classe, en août suivant.
Il est sous protection diplomatique à Varsovie en 1794, lorsque commence l'insurrection de Kościuszko. Il est blessé au moment du soulèvement et fait prisonnier. Les troupes de Souvorov le libèrent. Suchtelen est chargé ensuite de vérifier le système de fortifications du gouvernement de Wilna. Il est nommé lieutenant-général en 1797 et chef des ingénieurs militaires de l'inspection de Finlande. Deux ans plus tard il est nommé général-ingénieur et inspecteur du Génie des inspections d'Estonie et de Livonie. En 1802 il dirige le service des Quartiermeisters (Kvartirmeister) de l'armée russe. Il fait partie de la campagne de Hanovre en 1805 et dirige le blocus de Hameln. Suchtelen est proche de l'empereur Alexandre et prend part à la bataille d'Austerlitz.
Pendant la guerre russo-suédoise de 1808-1809, il est à la tête de l'état-major de l'armée russe de Finlande. Suchtelen dirige les sièges de Sveaborg et de Svartholm. La Suède perd la Finlande au profit de la Russie. Il participe aux négociations avec la Suède et il est nommé chef de la mission diplomatique à Stockholm, après le traité de paix. Il conclut un traité en 1812 entre la Russie et la Suède contre le France de Napoléon et un traité de paix avec l'Angleterre. Il est élevé au rang de baron du grand-duché de Finlande, le 6 décembre 1812.
Il remplit en 1813 la fonction de chef de la mission militaire russe auprès de l'état-major de l'Armée du nord du prince Charles-Jean (Bernadotte) et participe aux batailles de Gross-Beeren, de Dennewitz et de Leipzig. Il dirige les travaux du génie au moment du siège de Hambourg, puis signe un traité de paix entre le Danemark et la Russie.
En 1815, il appuie les Suédois dans la conquête de la Norvège et est nommé ambassadeur à Stockholm.
Suchtelen est aussi membre du Conseil d'État, membre d'honneur de l'Académie militaire impériale, et inspecteur du génie. Il est à l'initiative à ce titre de la création d'une École supérieure du génie à Saint-Pétersbourg, devenue la plus prestigieuse de l'Empire.
L'Assemblée de la noblesse du grand-duché de Finlande, où se trouvaient ses domaines, lui octroie le titre de comte en 1822.